# Contaminare radioactivă

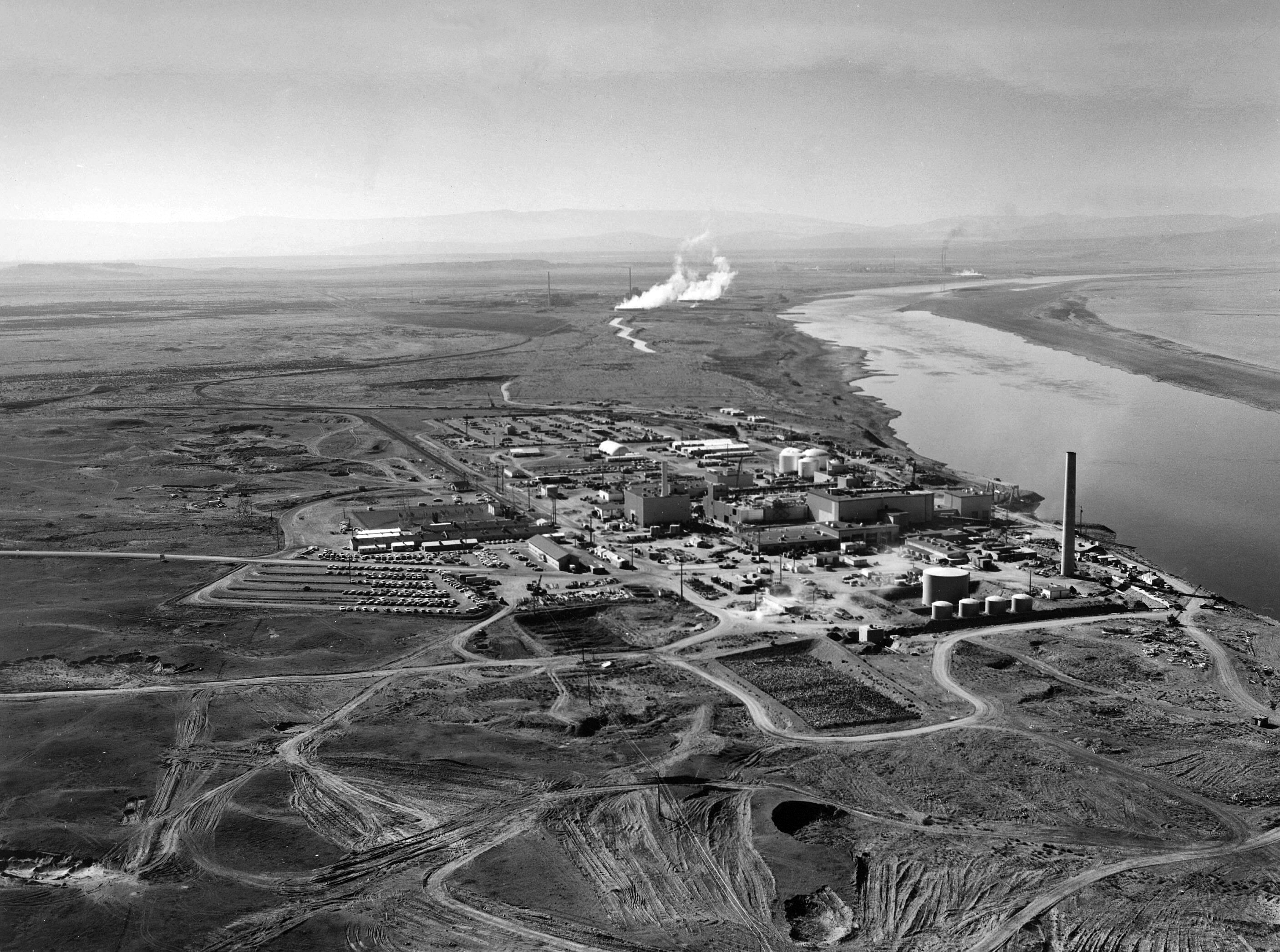
Hanford, locul în care este depozitat 2/3 din totalul volumic al deșeurilor radioactive de activitate înaltă al SUA.

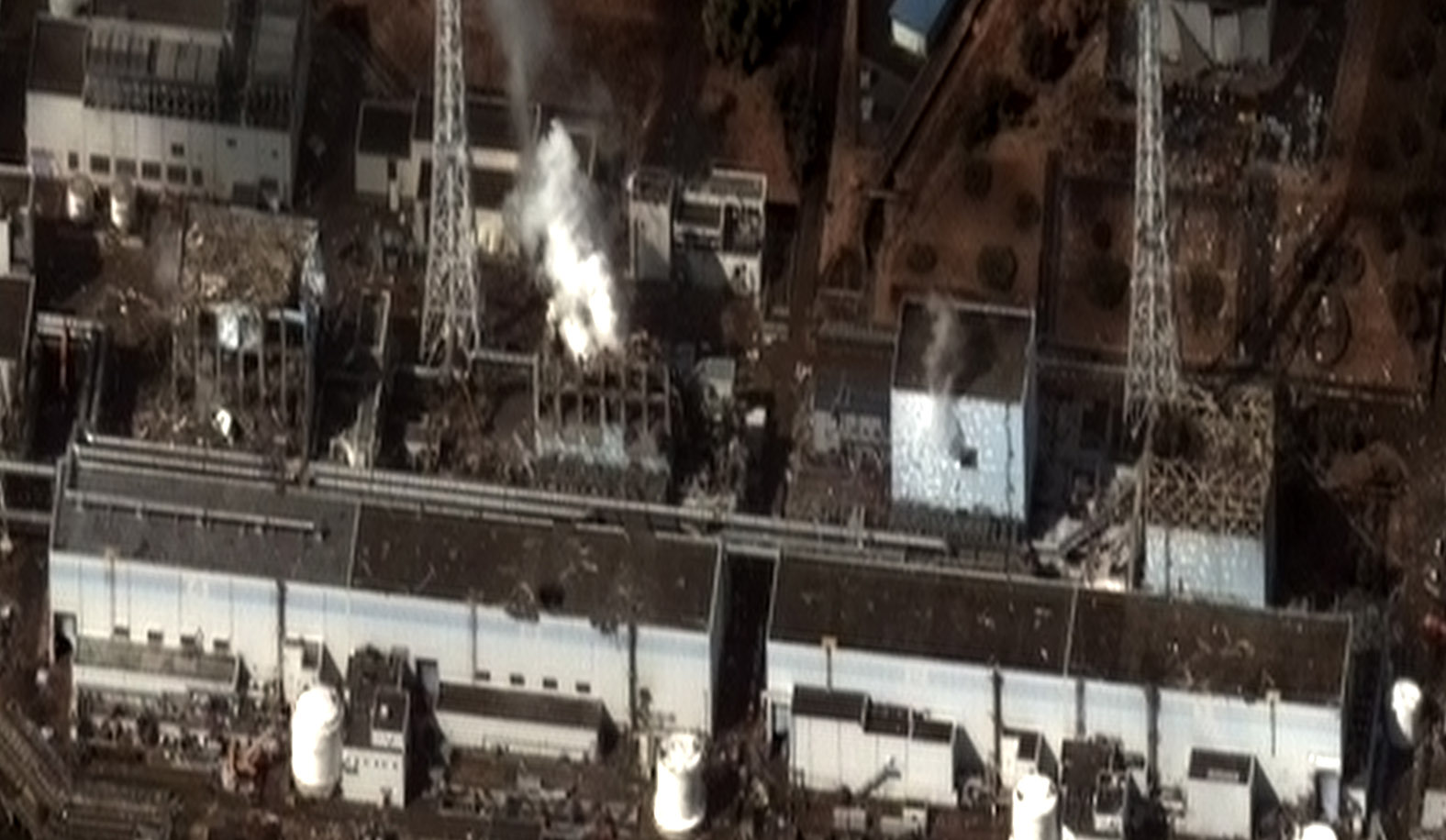
După dezastrul nuclear de la Fukushima, zona a rămas puternic contaminată radioactiv. Decontaminarea va dura circa 40 de ani și va costa miliarde de dolari.

Contaminarea radioactivă (sau contaminarea radiologică) este procesul de depunere neintenționată și nedorită a unei substanțe radioactive pe diferite suprafețe sau într-un solid, lichid sau gaz (incluzând organismul uman).
În cazul dozimetriei, se vorbește de contaminare externă și de contaminare internă (când o sursă radioactivă pătrunde în interiorul organismului uman). Se poate face referire - de asemenea - la contaminarea mediului înconjurător (aerului, apei și solului).

## Clasificarea surselor de radiații nucleare
Sursele de radiații pot fi naturale (de exemplu radiația cosmică, radionuclizii cosmogeni, radionuclizii primordiali și descendenții acestora) sau artificiale (de exemplu depuneri radioactive, iradiere în scop medical, teste și accidente nucleare). În funcție de starea de agregare sursele de radiații pot fi clasificate în gazoase, lichide sau solide. În funcție de prezența/absența încapsulării, se pot clasifica în surse închise și surse deschise. Acestea pot provoca efecte adverse prin expunere externă sau contaminare internă (ingestie, inhalare).

## Controlul și monitorizarea contaminării radioactive

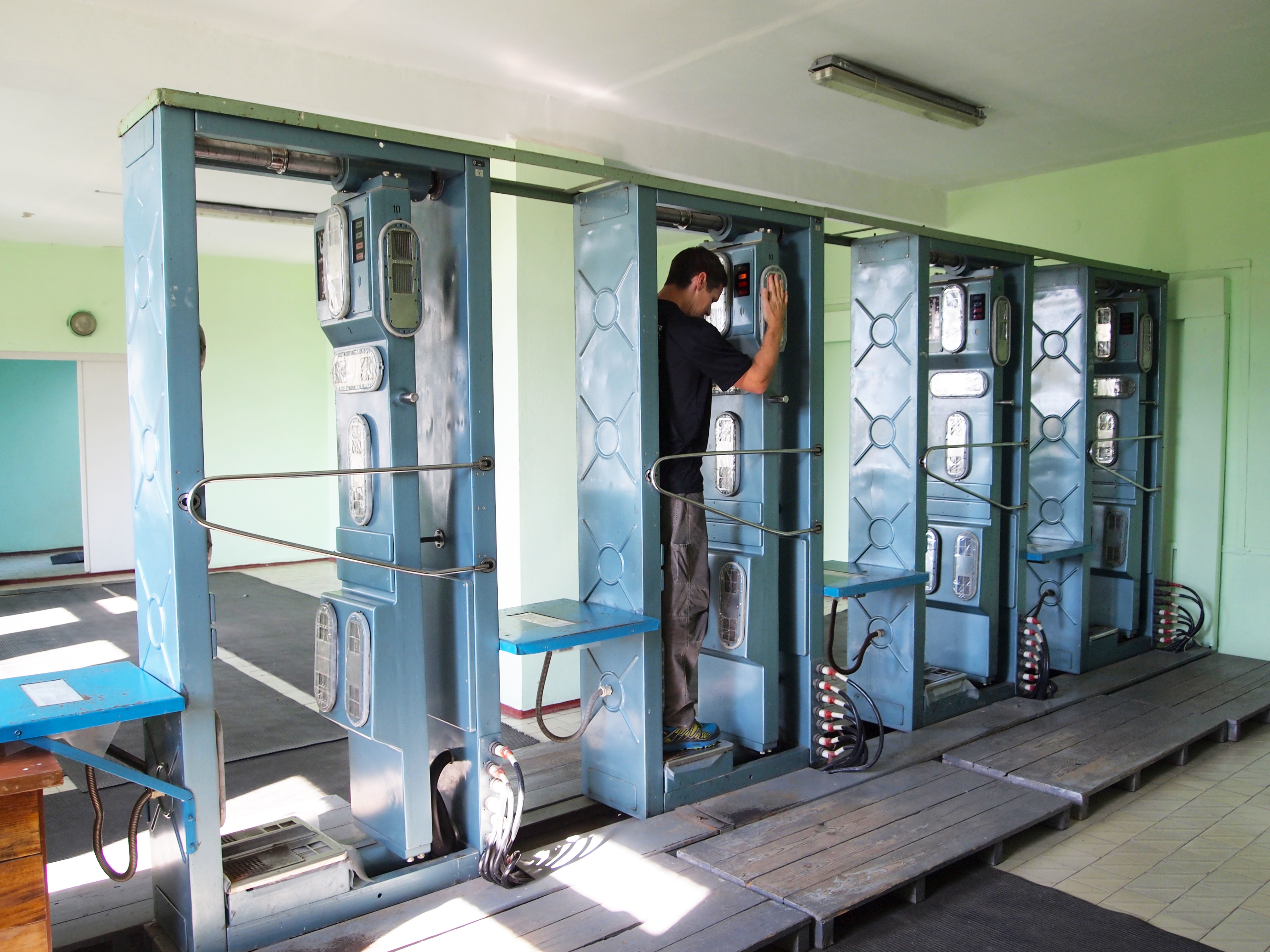
Monitorizarea contaminării radioactive la părăsirea zonei de excludere Cernobîl

Monitorizarea de zonă se face cu ajutorul detectorilor de radiații. Aceștia reprezintă sisteme care pun în evidență existența radiațiilor nucleare și permit determinarea calitativă sau cantitativă a unora dintre caracteristicile lor: numărul de particule nucleare, energia, masa particulelor, etc.

### Radiul și radonul

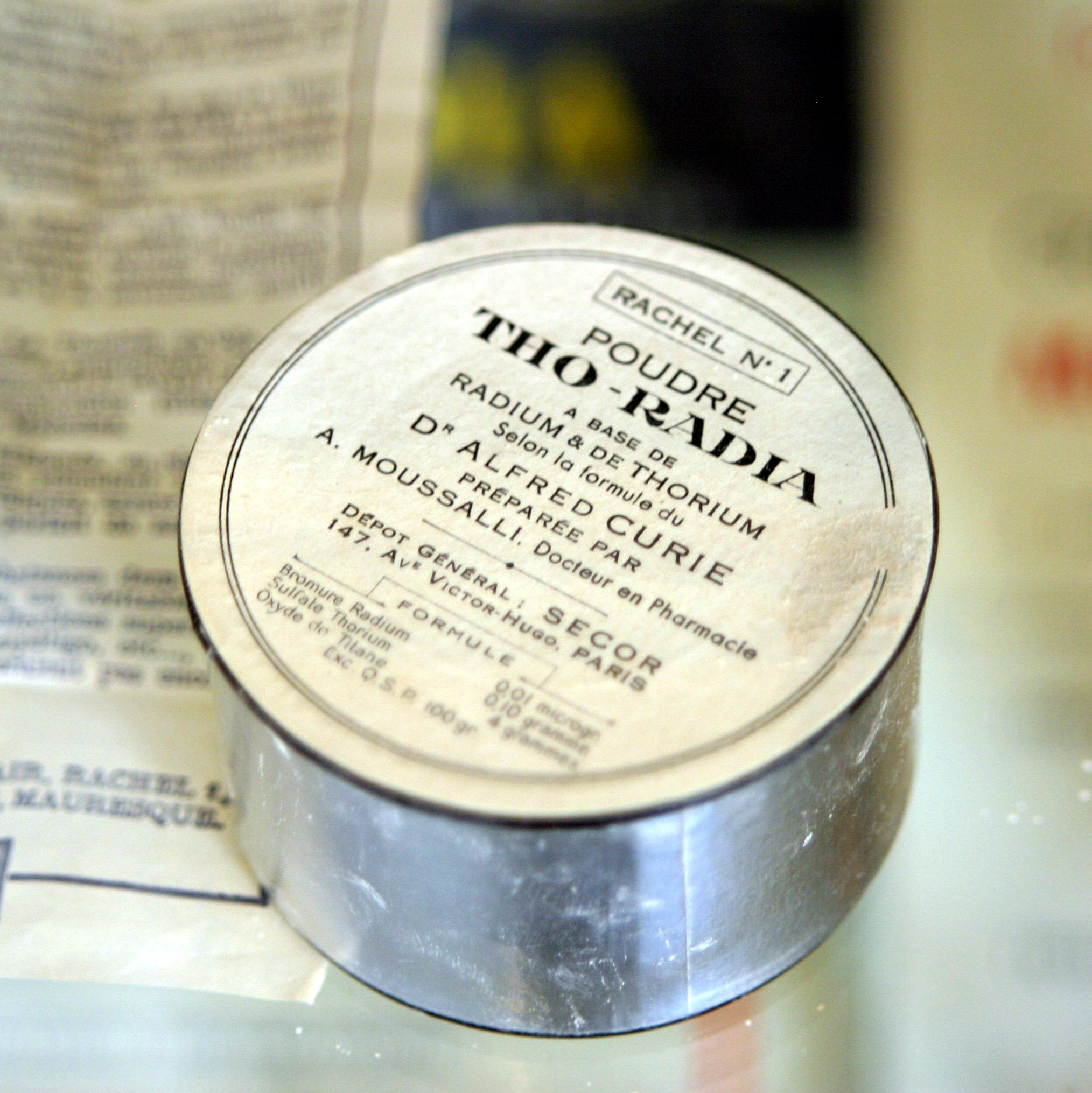
Cutie de pudră “Tho-radia, bazată pe thoriu si radiu, conform formulei Doctorului Alfred Curie”, expusa la Muzeul Curie, Paris

Tabelul periodic al elementelor în funcție de timpul de înjumătățire al celui mai stabil izotop:
Elemente stabile (ce conțin cel puțin un izotop stabil)
Elemente radioactive: izotopul cel mai stabil are un timp de înjumătățire superior a 4 milioane de ani
Elemente radioactive: izotopul cel mai stabil are un timp de înjumătățire de 800-34000 ani
Elemente radioactive: izotopul cel mai stabil are un timp de înjumătățire de la o zi la 103 ani
Elemente puternic radioactive: izotopul cel mai stabil are un timp de înjumătățire de ordinul minutelor până la o zi
Elemente extrem de radioactive: izotopul cel mai stabil are un timp de înjumătătire mai scăzut de cateva minute

#### Testele nucleare

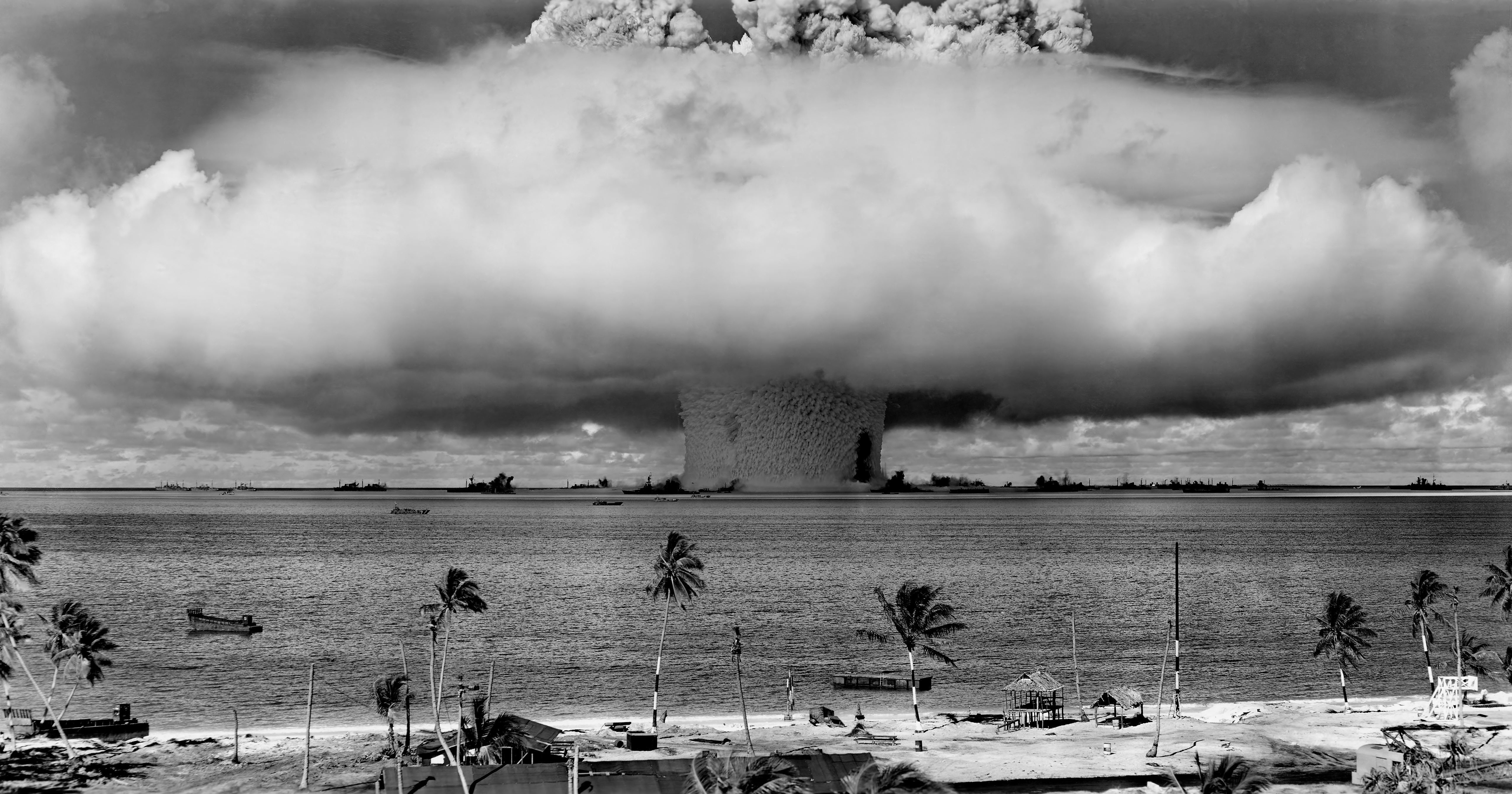
Test nuclear atmosferic, atolul Bikini, 25 iulie 1946

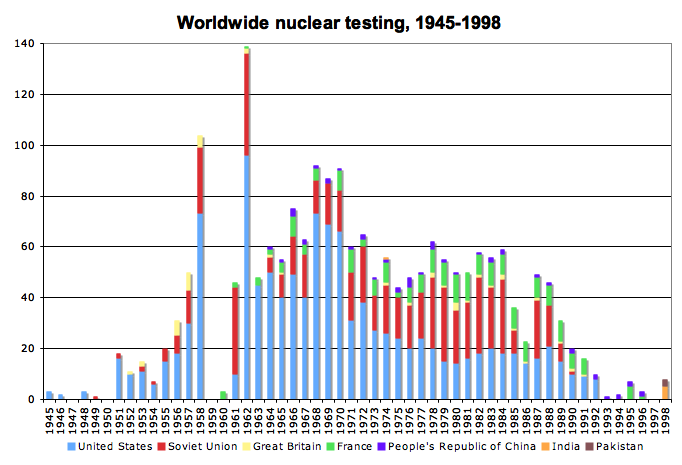
Distribuția testelor nucleare în lume în perioada 1945-1998

#### Submarine nucleare

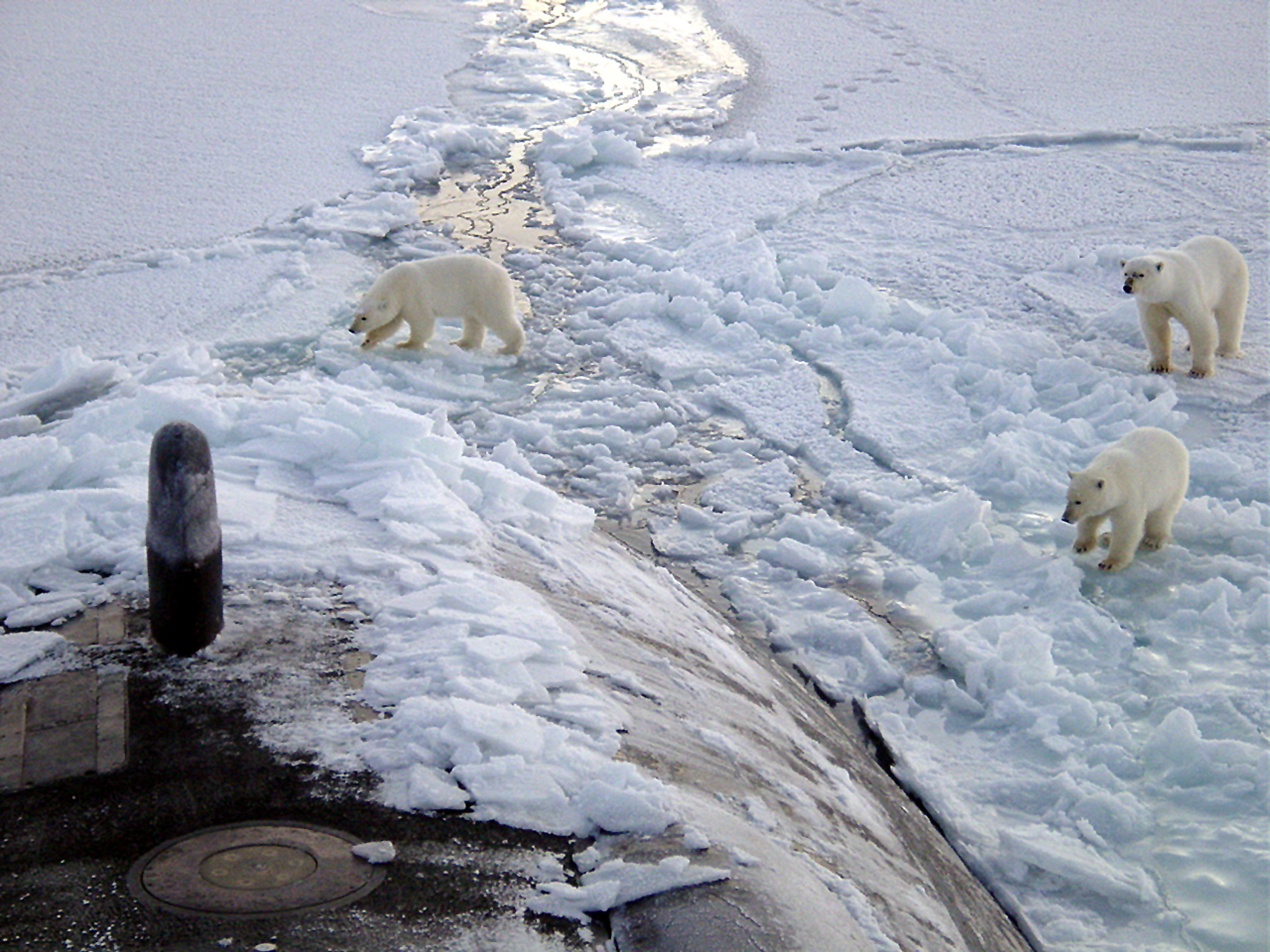
Trei urși polari se apropie de submarinul nuclear USS Honolulu, aflat 450 km de Polul Nord

#### Accidente nucleare civile

Harta contaminării cu ^{137}Cs în 1996, ca urmare a accidentului nuclear de la Cernobîl

#### Ciclul combustibilului nuclear (în operare normală)

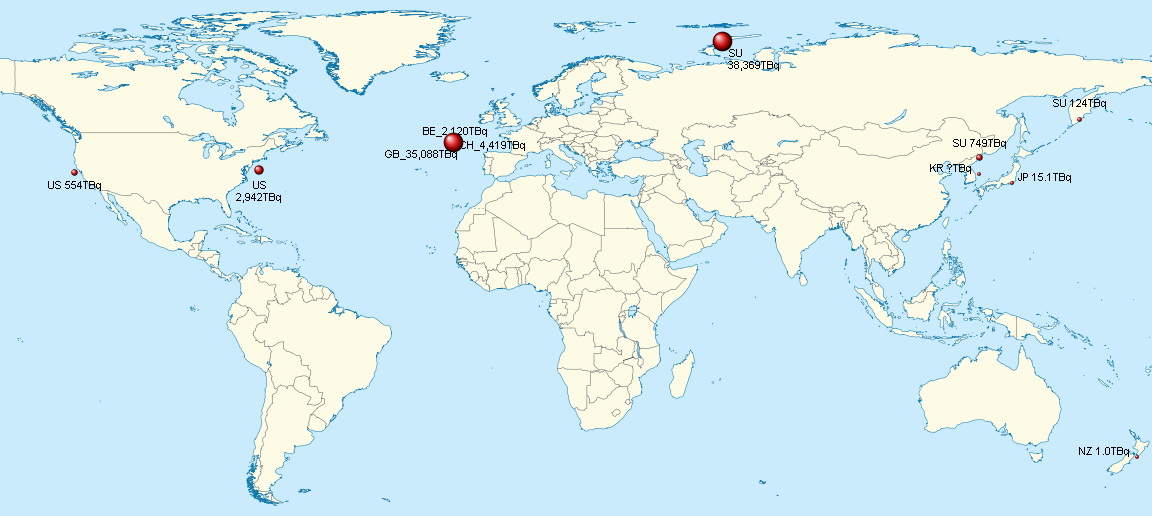
Activitatea totală a deșeurilor radioactive de origine nucleară depozitate in Oceanul Planetar în perioada 1945-1993

##### Explorarea spațiului

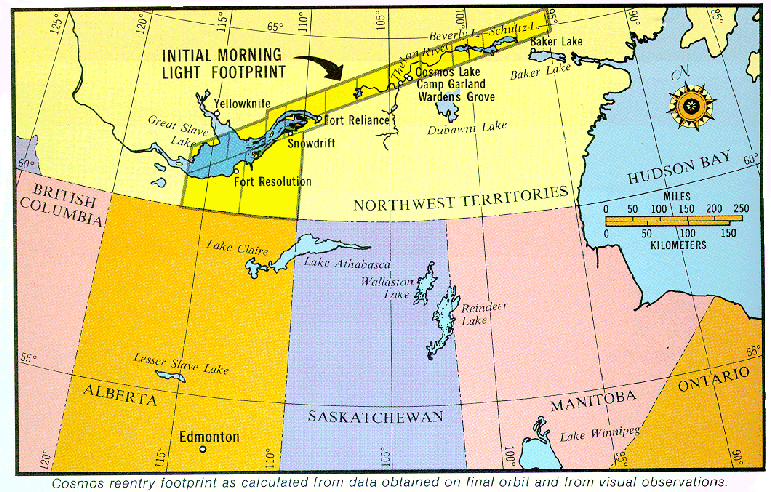
Reprezentare schematică a amprentei la sol a traiectoriei satelitului Cosmos 954 la reintrarea în atmosferă (24.01.1978)